# Star Star
Star Star è un brano musicale composto da Jagger-Richards e registrato dai Rolling Stones, facente parte del loro album Goats Head Soup del 1973. In alcune nazioni europee, Francia e Germania incluse, la canzone fu anche pubblicata su singolo insieme con Doo Doo Doo Doo Doo (Heartbreaker). Il brano era originariamente intitolato Starfucker, ma la Atlantic Records nella persona del presidente Ahmet Ertegün (la Atlantic distribuiva i dischi della Rolling Stones Records) insistette affinché venisse cambiato perché era troppo volgare.

## Il brano
For givin' head to Steve McQueen»
Perché hai fatto un pompino a Steve McQueen»
(Star Star, The Rolling Stones)
Il brano acquisì notorietà soprattutto in virtù degli espliciti riferimenti sessuali presenti nel testo, che includono allusioni all'utilizzo di frutti come oggetti sessuali (tra le altre cose), e anche per la controversa menzione di celebrità quali Ali MacGraw, John Wayne e Steve McQueen. Il brano uscì circa nove mesi dopo la chiacchierata relazione tra Mick Jagger e Carly Simon, alla quale fa presumibilmente riferimento la canzone You're So Vain della stessa Simon (nella quale Jagger cantò nei cori) secondo una ben nota leggenda metropolitana. La Simon, ora sposata con James Taylor, si era trasferita a Hollywood, che è citata nel testo di Star Star. La frase: «Yeah, you and me we made a pretty pair» riecheggia il verso: «well you said that we made such a pretty pair» presente in You're So Vain. Parlando della canzone, i membri della band si riferirono sempre a essa chiamandola con il suo titolo originale non censurato. Una versione dal vivo di Star Star è stata inclusa nell'album dal vivo Love You Live del 1977. La Atlantic tentò di sommergere nel missaggio della canzone i versi troppo espliciti, ma senza troppo successo.
Star Star è un classico rock and roll in stile Chuck Berry che lentamente cresce di ritmo con il suo progredire.

## Cover
- Nel 1978, l'artista svedese Magnus Uggla fece una reinterpretazione punk rock della canzone, con testo in lingua svedese, intitolata Stjärnluder (Star Whore) nel suo album Vittring.
- Joan Jett incluse una versione "senza censura" della canzone come hidden track nella versione in formato audiocassetta del suo disco Album del 1983 [MCA, MCAC-5437], cosa che fece mettere al bando la cassetta nella catena di distribuzione Walmart e in altri negozi.[2] Inoltre, la canzone appare nella sua raccolta Flashback pubblicata nel 1993.
- Il film comico di Cheech & Chong Up In Smoke del 1978 contiene una reinterpretazione del brano. Tuttavia, il disco si inceppa e ripete all'infinito le parole: «Star Fucker, Star».
- La band croata Psihomodo Pop pubblicò la propria versione della canzone nell'album Srebrne Svinje del 1993.